# Любовное объятие вселенной, Земля (Мексика), Диего, я и сеньор Ксолотль
«Любовное объятие вселенной, Земля (Мексика), Диего, я и сеньор Ксолотль» (исп. El abrazo de amor de El Universo, la tierra (México), Yo, Diego y el señor Xólotl ) — картина мексиканской художницы Фриды Кало, созданная в 1949 году. Она была написана маслом на мазоните и имеет размеры 70 на 60,5 см.

## Темы и символизм
Композиция картины содержит множество слоёв переплетающихся объятий. Двойственный лик Вселенной, выраженный также светлым и тёмным фоном из планет и эфирного тумана, держит в руках более мрачную Землю (Мексику), грудь которой выделяет молоко. Земля (Мексика), обильно покрытая разнообразной растительностью, в свою очередь удерживает Фриду Кало. А уже сама Фрида держит на своих руках обнажённого Диего Риверу, у которого на лбу есть третий глаз. Эта работа богата символикой, с несколькими смысловыми слоями. Тем не менее, её символика не отличаются от многих других работ Кало. По мнению ряда искусствоведов на картине «Любовное объятие вселенной…» нашли своё выражение ряд явлений, относящихся к жизненным трудностям самой Фриды, включая женственность, материнство и Диего Риверу.

### Женственность
Искусствовед Челси Миллер, рассуждая о деталях в картине, сделала вывод, что Фрида «чувствовала глубокую связь с Землёй и с её женскими энергиями». Растительность, покрывающая всю Землю (Мексику), напоминает работу Фриды Кало 1943 года «Корни», где она изобразила себя с растительностью, переплетающейся по всему её телу и даже сквозь него. В ряде других своих произведений Кало также использовала эту аллегорию, представляя женское тело для изображения земли и источника жизни.

### Материнство
Миф о бесплодии Кало был опровергнут критической биографией Анкари, которая широко использовала первоисточники при её написании. Было установлено, что Фрида неоднократно делала аборты. Причин для них было много, включая беспокойство по поводу передачи эпилепсии её отца, её собственного плохого здоровья и особенно из-за её мужа, который не хотел детей, о чём свидетельствует его расставания с несколькими женщинами, у которых от него были дети. При общении с двумя матерями детей Диего Кало пришла вместе с ними к выводу, что Ривера был сам похож на ребёнка, что и нашло своё отражение в «Любовном объятии». Но отсутствие детей не мешало Фриде развивать в своём творчестве роль женщины в качестве матери и воспитательницы, которая в этой картине выражена через аллегорию.

### Диего Ривера
В «Любовном объятии» Диего Ривера представлен в виде ребёнка на руках у Фриды и с третьим глазом на лбу. Это похоже на изображение Диего в автопортрете Фриды «Диего и я», также написанном в 1949 году. Третий глаз на человеке является отсылкой к божеству, являющемуся воплощением мудрости и интеллекта. Кало, которая воспринимала Риверу как одного из самых талантливых людей в мире, часто обращаясь к нему как «мастер», преклоняясь перед его искусством и образом мышления.